# 韦尔南泰
韦尔南泰（義大利語：Vernante），是意大利库内奥省的一个市镇。总面积61平方公里，人口1249人，人口密度20.5人/平方公里（2009年）。ISTAT代码为004239。